# Sofia Salvador i Monferrer
Sofia Salvador i Monferrer (Benassal, 22 de juny de 1925 -18 de gener de 1995) fou una escriptora, mestra i activista cultural valenciana, filla del també insigne escriptor Carles Salvador.

## Biografia
Sofia Salvador va nàixer a Benassal (l'Alt Maestrat), poble on el seu pare exercia de mestre. De petita, al 1934, marxà amb la família a Benimaclet (València) on estudià el batxillerat i més tard cursà Magisteri. A la mort del seu pare, el juny de 1959, tornà a Benassal, on restaria fins a la seua mort el 1995. Allí va exercir també de mestra rural a l'escola del Pla del Sabater (Culla) i a la del Mas del Pla, d'Ares del Maestrat, fins que el 1961 es casà amb Enric Monferrer, amb el qual tindria un fill. Sofia Salvador deixà les labors docents a causa d'una malaltia; una vegada superada, recuperà l'activitat professional al Centre de Recursos de Base comarcals com a professora de valencià el curs 1985-1986 i següents, i presidí la Comissió Examinadora de la Junta Qualificadora de Valencià de Castelló des de 1992.
L'obra literària de Sofia Salvador se centra en la poesia, recollida principalment al llibre de versos Jardinet (1947), tot i que també conreà la narrativa, que en part publicà en diverses revistes des del 1938. Va participar en les celebracions anomenades Taula de Poesia i va col·laborar, en especial els darrers anys, amb articles en diverses publicacions especialitzades.
A més, va continuar la tasca del seu pare amb importants estudis de tipus local dedicats a Benassal i la seua comarca, com l'apèndix al llibre que Carles Salvador escriví, Les festes de Benassal. Sofia Salvador fou una fervent i fidel conservadora i divulgadora del llegat literari i gramatical del seu pare; mostra d'això fou l'edició, el 1957, del recull Parleu bé o les aportacions a diversos estudis i investigacions sobre la persona del seu pare, així com nombrosos artícles i conferències.
Entre 1991 i 1994 va tenir una breu actuació política que la portà a presentar-se a les llistes del partit nacionalista Unitat del Poble Valencià, primer a les eleccions a les Corts Valencianes i després a les del Parlament Europeu.
El setembre de 1994, en plena activitat a la Junta Qualificadora del Valencià, li detectaren una afecció biliar que li causà la mort el 18 de gener de 1995.

## Obra
La seua obra fou majoritàriament inèdita i la publicada ho fou o bé de manera independent com a Jardinet o bé en revistes, almanacs, periòdics, llibrets o altres publicacions.

### Poesia
- Jardinet (1947)
- Finestra de somnis (inèdit, 1951 i 1992)
- Himne de Benassal
- Poema íntim
- Crida de Festes
- Poemes de Falles, Gaiates i Fogueres (1957)
- Religioses (1990)

### Narrativa
- Una vida (1r premi del Jocs Florals de Lo Rat Penat del 1951, inèdit)
- Incomprensió (1951, publicada)
- Una fallera major (inèdit)
- En hores de pluja (publicat)
- Rondalla (inèdit)
- Diari (5 a 21 de novembre) (inèdit)